# The Chariot
The Chariot war eine christliche Mathcore-Band aus Douglasville, Georgia.

## Bandgeschichte
The Chariot wurde 2003 vom ehemaligen Norma Jean-Sänger Josh Scogin gegründet. Zu Beginn bestand die Band zusätzlich aus Sänger und Gitarrist Keller Harbin, Gitarrist Tony Medina, Bassist Joshua Beiser und Schlagzeuger Jeff Carter. Im Mai 2004 unterschrieb die Band bei Solid State Records, einem Label, das sich auf christlichen Metal, Metalcore und Hardcore Punk spezialisiert hat. 2004 erschien das Debütalbum Everything Is Alive, Everything Is Breathing, Nothing Is Dead, and Nothing Is Bleeding. Nach der Live-DVD Ladies and Gentleman verließen Medina und Carter die Band. Mit Mark Nicks als neuem Schlagzeuger wurde die Extended Play Unsung aufgenommen. Nicks wurde allerdings kurz darauf durch Jake Ryan ersetzt. Noch bevor das Album The Fiancée fertiggestellt werden konnte, verließen Harbin und Beiser The Chariot. Harbin schloss sich der Southern-Metal-Band Every Time I Die an.
Für eine groß angelegte US-Tour wurden mit Jon Terrey und Dan Eaton zwei neue Gitarristen rekrutiert. Im April 2007 erschien schließlich das zweite Album The Fiancée mit Bassist Jon Kindler. 2009 folgte Wars and Rumors of Wars. Scogin war nun das einzige Gründungsmitglied, nachdem Jon Terrey ausstieg. The Chariot bestand nun aus Scogin, David Kennedy (Bass), Dan Vokey (Gitarre) und Jonathan (KC Wolf) Kindler (Bass) und Bryan Russell Taylor (Gitarre). Mitte des Jahres ging die Band mit neun weiteren christlichen Metalbands auf Tour. Ende November war The Chariot Vorband bei der 2009 Explosions Tour von Scogins früherer Band Norma Jean.
2010 wechselte The Chariot zu Good Fight Music und veröffentlichte dort das Album Long Live the Chariot. 2011 stieg Brandon Henderson für Bryan Russell Taylor ein. Im August 2012 folgte das Album One Wing. Nach dem Ausstieg des langjährigen Bassisten Jon (KC Wolf) Kindler ist die Band vorerst nur in Viererbesetzung unterwegs. Den Bass auf One Wing spielten beide Gitarristen ein. 2013 kündigte die Band eine kurze Abschiedstour von Oktober bis November an. Josh Scogin gründete nach der Auflösung von The Chariot das Noise-Punk-Projekt ’68.

## Musikstil
The Chariot spielen Mathcore mit englischen, zum Teil aber auch spanischen Texten. Die Musik wird gelegentlich auch als „Chaotic Hardcore“ bezeichnet, da sie auf herkömmliche Songstrukturen weitestgehend verzichtet und auf Härte und Geschwindigkeit setzt. Obwohl die Gruppe dem Christentum nahesteht, versuchen sie in ihren Texten nicht zu predigen. Stattdessen bilden die Liedtexte einen oft schmerzhaften Blick auf die Welt ab und versuchen das Christentum als Ausweg aus dieser Trostlosigkeit darzustellen.
Auf dem zweiten Album The Fiancée verwendete die Gruppe auch Elemente aus der christlichen Musik. Bei zwei Liedern ist ein Sacred Harp (christliche Choralmusik aus dem Süden der Vereinigten Staaten) zu hören.

## Rezeption
The Chariot erreichte mit ihrem Debütalbum in den US-Billboard-Charts Platz 26 der „Top Christian Albums“ und Platz 23 der „Top Heatseekers“. Das zweite Album erreichte Platz 169 der Billboard-Charts und konnte sich in den Top 10 der „Top Christian Albums“ platzieren. Mit Wars and Rumours of Wars machte die Gruppe einen weiteren Sprung nach vorne. In den Billboard-Charts kam es bis auf Platz 113.

## Diskografie
- Matt Goldman Demo (2004, Eigenveröffentlichung)
- Everything Is Alive, Everything Is Breathing, Nothing Is Dead, and Nothing Is Bleeding (2004, Solid State Records)
- Ladies and Gentlemen… The Chariot (2004, DVD, Solid State Records)
- Unsung (2005, EP, Solid State Records)
- The Fiancée (2007, Solid State Records)
- One More Song (2007, DVD, Solid State Records)
- Wars and Rumors of Wars (2009, Solid State Records)
- Long Live (2010, Good Fight)
- One Wing (2012, Good Fight)